# Новиков Валентин Миколайович
Валентин Миколайович Новиков (нар. 9 вересня 1935, Кривий Ріг, Дніпропетровська область, УРСР — пом. 16 вересня 2013, Кривий Ріг, Дніпропетровська область, Україна) — радянський та український тренер.

## Кар'єра тренера
У 1968 році приєднався до тренерського штабу криворізького «Кривбасу». У 1969 році закінчив Вищу школу тренерів. Потім знову допоміг тренувати гравців «Кривбасу» в другій половині сезону 1974 та в 1978-1981 роках. У червні 1980 роках призначений старшим тренером команди. З 1982 по 1985 рік займав посаду технічного директора в «Кривбасі». Потім його призначили директором спортивної школи «Кривбас-84» (Кривий Ріг). Також очолював Футбольну асоціацію Кривого Рогу.
16 вересня 2013 року помер у Кривому Розі у віці 78 років.

## Досягнення

### Як тренера
Асистент головного тренера «Кривбасу» (Кривий Ріг)
- Чемпіонат УРСР
  -  Чемпіон (1): 1981